# مديرية الغيل

تعديل مصدري - تعديل

مديرية الغيل إحدى مديريات محافظة الجوف في اليمن. بلغ عدد سكانها 10436 نسمة عام 2004.